# Asepeyo
Asepeyo es una mutua de accidentes de trabajo y enfermedades profesionales española registrada con el número 151 en la Seguridad Social. En su refundación intervino el empresario Jesús Serra. Las mutuas de accidentes de trabajo son entidades sin ánimo de lucro y están reguladas por la ley de Ordenación y Supervisión de los seguros privados, en especial por los artículos 1 al 13. Además están regidas por el Real Decreto 1993/1995, de 7 de diciembre, por el que se aprueba el Reglamento sobre colaboración de las Mutuas de Accidente de Trabajo y Enfermedades Profesionales con la Seguridad Social y el Ministerio de Empleo. Entre otras cuestiones, el decreto que regula la colaboración entre las mutuas y el Ministerio de Empleo y la Seguridad Social impide a los miembros de las juntas de las mutuas percibir remuneración alguna o prestar servicios a las compañías. Entre sus principales competidoras encontramos a Fremap, Fraternidad y Ibermutua.

## Historia
La compañía se fundó en 1915 con el nombre de Mutualidad de Previsión Social. En 1944 pasó a denominarse Asistencia Sanitario Económica para Empleados y Obreros, Mutualidad de Previsión Social (acrónimo: Asepeyo).